# Circuito di attesa

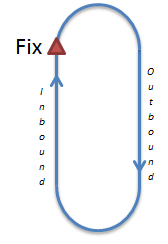
Un circuito di attesa standard

L'holding, o il circuito di attesa, consiste in una predeterminata manovra che ha lo scopo di mantenere l'aeromobile in una definita porzione di spazio aereo controllato, mentre attende di ricevere nuove autorizzazioni da parte del controllore del traffico aereo. Le holding vengono utilizzati per diversi scopi, spesso sono utilizzate per mettere gli aeromobili in attesa, in prossimità dell'aeroporto in caso di maltempo oppure vengono utilizzate dai piloti per avere il tempo necessario per risolvere situazioni anormali o di emergenza.
Il circuito è costituito da due tratti rettilinei raccordati da due virate di 180° per un tempo totale di quattro minuti circa, un minuto per ogni tratto del circuito, generalmente si ha come punto di riferimento una radioassistenza (ad esempio un VOR o un NDB), un incrocio di radiali, oppure un FIX.

## Struttura dell'holding

### Struttura del circuito
Le holding sono dei circuiti chiusi attestati su una radioassistenza (ad esempio VOR o un NDB), un FIX o un waypoint, generalmente questi elementi prendono il nome di holding fix. Le holding vengono definite standard se tutte le virate, all'interno della procedura, vengono svolte verso destra. Le holding non standard sono definite tali se le virate sono svolte a sinistra o se i tempi di percorrenza della procedura sono diversi da quelli pubblicati da ICAO.

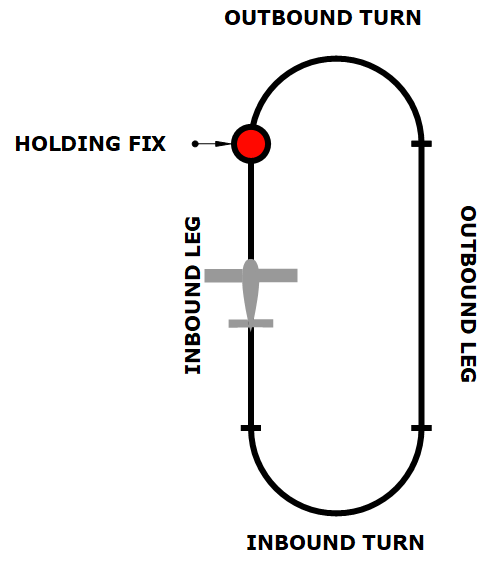
Rappresentazione di un circuito di attesa standard

Il circuito è costituito da due tratti rettilinei raccordati da due virate di 180°. Il primo tratto rettilineo, in avvicinamento all'holding fix si chiama "inbound track", quello parallelo e reciproco in allontanamento si chiama "outbound track". Le due virate di raccordo si chiamano "outbound turn" (precede l'outbound track) e "inbound turn" (precede l'inbound track). Le due virate possono vengono anche chiamate rispettivamente "inbound end" e "outbound end".

### Aree di protezione
Essendo le holding procedure IFR esse devono garantire al velivolo una separazione adeguata dagli ostacoli, sia nel piano verticale che nel piano orizzontale. 
La procedura è contenuta nella "holding area", questo è lo spazio aereo richiesto per volare all'interno della procedura in sicurezza, è più grande dell'holding stessa e permette ai piloti di avere margine di manovra in caso di correzioni per il vento o per eseguire le procedure di ingresso.

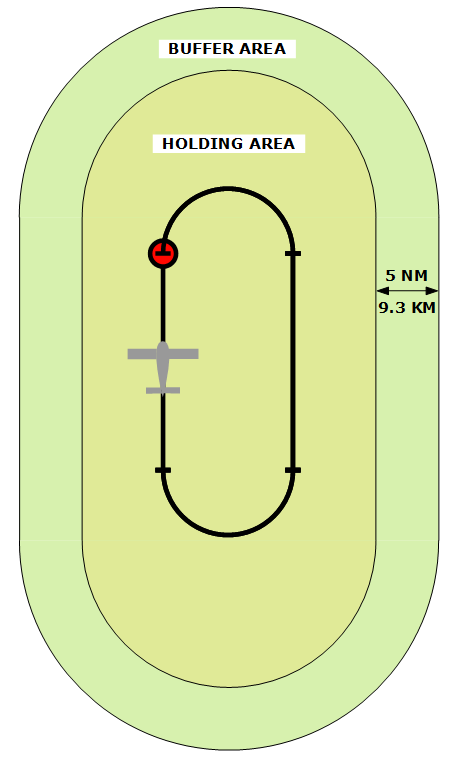
Rappresentazione in pianta dell'holding e della buffer area

Oltre all'holding aerea, è istituita la "buffer area", che racchiude l'area precedentemente citate ed ha un'estensione di 5 NM (9.3 km). Questa zona viene utilizzata per determinare eventuali ostacoli che potrebbero compromettere la sicurezza del volo e definire quindi un'altitudine minima alla quale è possibile volare la procedura di attesa. Per gli elicotteri, questa area è ridotta a 2 NM (3.7 km) e viene utilizzata solo al di sotto di 6000 piedi (1830 m).

### Minimum holding level
Tenendo in considerazione l'holding e la buffer area, per ogni procedura viene pubblicato un livello o un'altitudine minima alla quale questa può essere volata, il minimum holding level garantisce almeno:
- 1000 piedi (300 metri) dall'ostacolo più alto contenuto nell'holding area, questo valore viene raddoppiato se la procedura è istituita in zona di montagna, e:
  - 1000 piedi (300 metri) dall'ostacolo più alto contenuto nella buffer area se l'ostacolo è tra 0 e 1 NM oltre il limite dell'holding area;
  - 500 piedi (150 metri) dall'ostacolo più alto contenuto nella buffer area se l'ostacolo è tra 1 e 2 NM oltre il limite dell'holding area;
  - 400 piedi (120 metri) dall'ostacolo più alto contenuto nella buffer area se l'ostacolo è tra 2 e 3 NM oltre il limite dell'holding area;
  - 300 piedi (90 metri) dall'ostacolo più alto contenuto nella buffer area se l'ostacolo è tra 3 e 4 NM oltre il limite dell'holding area;
  - 200 piedi (60 metri) dall'ostacolo più alto contenuto nella buffer area se l'ostacolo è tra 4 e 5 NM oltre il limite dell'holding area;

Il livello viene pubblicato sulle cartine di riferimento con la sigla MHL (Minimum Holding Level) oppure MHA (Minimum Holding Altitude), questo valore rappresenta quindi la quota minima alla quale è possibile volare una procedura di attesa.

## Volare all'interno dell'holding
Il volo all'interno dell'holding è soggetto a diversi limiti al fine di garantire sempre la separazione dagli ostacoli.

### Limiti di velocità
Al fine di garantire la permanenza dell'aeromobile all'interno del circuito di attesa, ICAO ha definito dei limiti di velocità indicata alla quale i piloti devono attenersi per volare all'interno della procedura, questi dipendono dalla quota alla quale viene volata l'holding e dalle condizioni atmosferiche. Qualora i limiti siano diversi da quelli riportati qui sotto, le velocità vengono direttamente indicate sulla cartina contenente la procedura di attesa. 
| Livello                  | Condizioni normali | Condizioni di turbolenza |
| ------------------------ | ------------------ | ------------------------ |
| Fino a 14000 ft          | 230 kt             | 280 kt                   |
| Tra 14000 ft e 20 000 ft | 240 kt             | 280 kt o 0.8 Mach        |
| Tra 20000 ft e 34000 ft  | 265 kt             | 280 kt o 0.8 Mach        |
| Oltre 34000 ft           | 0.83 Mach          | 0.83 Mach                |

### Limiti in virata
Le virate devono essere virate "standard" chiamate anche "rate 1 turn". Tutte le virate devono avere un bank di 25° o un rateo di 3° al secondo, quale dei due parametri richiede il bank minore.

### Correzione per il vento
Il pilota è il responsabile per la correzione del vento, questo influisce sia sulla prua da mantenere per restare sulla rotta corretta e sui tempi di volo all'interno dell'holding. 

### Lunghezza dei segmenti
Nella maggior parte dei casi e se non diversamente specificato sulle cartine su cui è rappresentata la procedura ogni segmento (incluse le virate) deve durare:
- 60 secondi se la procedura è volata al di sotto di 14000 piedi;
- 90 secondi se la procedura è volata al di sopra di 14000 piedi.

Il tempo dell'outbound parte quando ci si trova a traverso o sull'holding fix, se la posizione del FIX non può essere determinata con certezza il tempo viene registrato partendo dal termine della virata outbound.
Alcune procedure richiedono l'utilizzo di distanze piuttosto che di tempi di volo, queste vengono specificate sulle cartine.

## Settori di ingresso
L'ingresso nel circuito di attesa è in funzione dell'angolo con cui l'aereo arriva rispetto all'inbound track. Una volta autorizzati ad una procedura di attesa il compito di scegliere quale settore di ingresso utilizzare spetta al pilota al quale è riconosciuto una zona di flessibilità di 5° su entrambi i lati delle linee di demarcazione dei settori, dentro questa zona il pilota può decidere se effettuare un ingresso piuttosto che un altro.

### Definizione dei settori

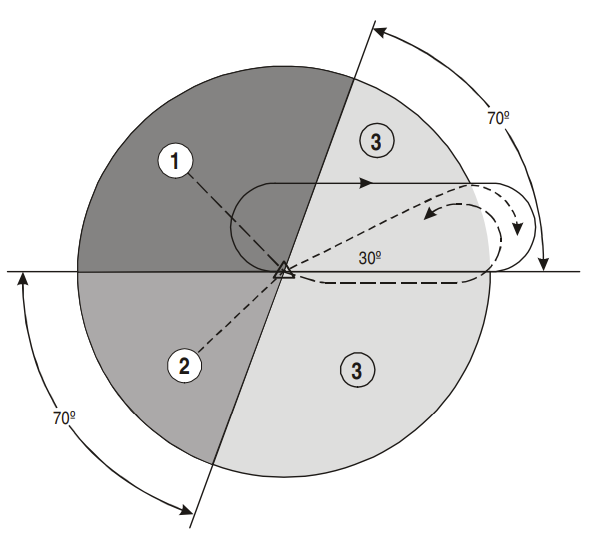
Settori di ingresso di un holding pattern

I settori vengono definiti estendendo l'inbound track e tracciando, verso il senso dell'holding, un angolo di 110° ed estendendo il reciproco della linea appena definita oltre l'holding. Si definiscono così tre settori di ingresso. Questa operazione viene fatta automaticamente dai computer di bordo.

### Settore 1: entrata parallela
Una volta raggiunto il FIX l'aeromobile vira per seguire parallelamente il tratto inbound (ma con una rotta reciproca) per il tempo di volo necessario. Terminato il tratto, il velivolo vira verso sinistra all'interno dell'holding per intercettare l'inbound track. Una volta arrivato sul FIX inizia la normale procedura di attesa.

### Settore 2: entrata indiretta o disallineata
Una volta raggiunto il FIX l'aeromobile vira all'interno dell'holding, formando un angolo di 30° rispetto al reciproco dell'inbound track dopodiché, trascorso un tempo di volo appropriato o raggiunta una distanza DME specificata il velivolo vira verso destra per intercettare l'inbound track.Una volta arrivato sul FIX inizia la normale procedura di attesa.

### Settore 3: entrata diretta
Una volta raggiunto il FIX l'aeromobile segue la normale procedura di attesa.